# Savur-Mohyla
Savur-Mohyla je spomenik u blizini mjesta Snižne u Donjeckoj oblasti u Ukrajini, posvećen bitci iz 2. svjetskog rata.

## Drugi svjetski rat
Tijekom Drugog svjetskog rata, Savur-Mohyla bila je poprištem intenzivnih borbi, kada su sovjetske trupe uspjele vratiti kontrolu nad uzvisinom od njemačkih snaga u kolovozu 1943. Godine 1963. otkriven je memorijalni kompleks na vrhu brda u čast pali vojnici, koji sadrži obelisk s čeličnim i betonskim kipom sovjetskog vojnika, četiri skulpture od čelika i betona sagrađene duž padine koja vodi do obeliska (predstavljajući pješaštvo, tenkovske postrojbe, topništvo i zrakoplovce uključene u bitku), a na zidovima su upisana imena boraca poginulih u bitci.

## Sukobi u Ukrajini 2014.
Tijekom sukoba u Ukrajini 2014., Savur-Mohyla je, zbog svoje lokacije (277 mn/m, najviša točka u okolnih 30 km) postao mjestom žestokih sukoba između Ukrajinske vojske i pro-ruskih pobunjenika. S uzvisine se za vedrog vremena vidi čak i 90 km udaljeno Azovsko more, pa su pobunjenici s lakoćom kontrolirali pojas od 7 km između uzvisine i Ruske granice. Zbog toga je sredinom srpnja 2014. došlo do prekida opskrbe jedinica ukrajinske vojske koje se bore za uspostavu nadzora nas granicom s Rusijom čime su te jedinice dovedene u okruženje i to u nekoliko odvojenih džepova (kod Izvarina, kod Zelenopille i dr.). Posljedice toga su povlačenje i niz poraza ukrajinske vojske na jugoistočnom bojištu. Ipak, u ofanzivi Ukrajinske vojske krajem srpnja, ukrajinske snage nakratko osvajaju susjedni grad Torez, a po tvrdnjama ukrajinske strane i samu uzvisinu.
Spomenik se 20. kolovoza 2014. urušio zbog oštećenja.